# تشاك هيتينجر
تشاك هيتينجر (بالإنجليزية: Chuck Hittinger)‏ هو ممثل أمريكي بدأ مسيرته الفنية سنة 2005.

## الأعمال
- لم الشمل الأمريكي
- كولد كيس
- سي إس آي: ميامي
- دون أثر
- جريندل
- سي اس آي: التحقيق في موقع الجريمة
- 90210
- نمبرز
- إي آر
- غريز أناتومي
- الكاذبات الصغيرات الجميلات
- شاركنيدو

## روابط خارجية
- تشاك هيتينجر على موقع IMDb (الإنجليزية)
- تشاك هيتينجر على موقع ألو سيني (الفرنسية)
- تشاك هيتينجر على موقع أول موفي (الإنجليزية)
- تشاك هيتينجر على موقع قاعدة بيانات الفيلم (الإنجليزية)
- تشاك هيتينجر على موقع كينوبويسك (الروسية)